# Open Source Seeds
Open Source Seeds (Eigenschreibweise: OpenSourceSeeds) ist eine europäische Initiative, die 2017 von Agrecol e.V gegründet wurde. Ziel ist es, mithilfe der Open-Source-Saatgut-Lizenz Saatgut als Gemeingut zu schützen. Dabei hat die Initiative vor allem den Schutz vor Patentierung im Blick und als weniger restriktive Variante der Privatisierung auch den Ausschluss von Sortenschutz.
OpenSourceSeeds unterstützt Pflanzenzüchter bei der Lizenzierung von neuen Sorten und berät Saatguterzeuger und Händler beim Umgang mit open-source lizenziertem Saatgut. Außerdem fördert die Initiative die Forschung zur Finanzierung einer eigentumsfreien Pflanzenzüchtung und koordiniert nationale sowie internationale Netzwerke.

## Historie
Über Jahrtausende galt Saatgut als Gemeingut. Die Privatisierung von pflanzengenetischen Ressourcen ist jüngeren Datums. In Deutschland wurden Pflanzenzüchterrechte durch das Sortenschutzgesetz 1953 erstmals gesetzlich verankert. Der internationale Schutz von Pflanzenzüchtungen folgte 1961 durch die Gründung des internationalen Verbands zum Schutz von Pflanzenzüchtungen (UPOV) und basiert auf dem Recht des geistigen Eigentums an Saatgut. In den 1980er Jahren kam es mit der Entwicklung genetischer Verfahren zur Veränderung des Erbgutes von Pflanzen zu entscheidenden Veränderungen. Bereits 1980 entschied der US Supreme Court, im Prozess Diamond v. Chakrabarty, das Gen-Sequenzen patentiert werden dürfen, welches die Möglichkeit eröffnete, Saatgut zukünftig zu privatisieren. Letztendlich haben UPOV und die Patentgesetzgebung die Privatisierung des Saatgutsektors immer stärker vorangetrieben, welche wiederum zu einer wachsenden Marktkonzentration der Saatgutwirtschaft führte. Dabei sind es vor allem internationale Chemiekonzerne, die die Konzentration der Saatgutwirtschaft bewirkten, Firmen, die in der Pflanzenzüchtung ein synergetisches und hochprofitables Geschäftsfeld entdeckten und die in großer Zahl kleinere Saatgutfirmen aufkauften.
Um der Monopolbildung globaler Saatgutkonzerne entgegenzuwirken, haben sich weltweit vergleichbare Saatgut-Initiativen gebildet. Neben OpenSourceSeeds in Deutschland sind hier beispielhaft die Open Source Seed Initiative (OSSI) in den USA oder Bioleft in Argentinien zu nennen. Anders als bei OSSI, deren open-source Schutz auf einer rechtlich nicht bindenden moralischen Vereinbarung, einem Versprechen (engl. pledge), basiert, begründet sich die Open-Source-Saatgut-Lizenz auf einem zivilrechtlichen Lizenzvertrag.

## Ziel und Vision
Ziel der Initiative ist es Saatgut mithilfe der Open-Source-Saatgut-Lizenz als Gemeingut zu erhalten. Dabei spielt die Grundüberzeugung, dass natürliche Ressourcen als Gemeingüter (englisch commons) allen zugänglich sein sollten, eine tragende Rolle. Commoning als Alternative zu individuellen geistigen Eigentumsrechten, ist ein altes Konzept des gemeinschaftlichen Umgangs mit Ressourcen.
Als Gegenbewegung zur Kommerzialisierung natürlicher Ressourcen versucht OpenSourceSeeds der Verringerung genetischer Vielfalt und Einseitigkeit in der landwirtschaftlichen Produktion entgegenzuwirken. Indem der freie Zugang zu Saatgut gewährleistet sowie die Weiterentwicklung gefördert wird, leisten Open-Source-Saatgut-Lizenzen einen Beitrag in der Anpassung der Landwirtschaft an den Klimawandel. Durch die Unabhängigkeit der Saatgutnutzer sowie der Gesellschaft als Ganzes sind die Lizenzen ein wichtiger Schritt hin zu dem von der Kleinbauernbewegung La Via Campesina erstmals 1996 vorgestellten Konzept der Ernährungssouveränität, dass auf eine Demokratisierung des Ernährungssystems abzielt. Die Vision von OpenSourceSeeds ist deshalb einen nicht-privaten, sich am Gemeinwohl orientierenden Saatgutsektor zu entwickeln.

## Strategie
Um Saatgut rechtlich bindend als Gemeingut zu schützen und vor Patentierung und Sortenschutz zu bewahren, wurden die von Informatikern entwickelten Regeln von Open-Source-Lizenzen erstmals auf Saatgut übertragen. Sorten von gemeinnützig arbeitenden Züchter, die auf Sortenschutz verzichten und ihre neuen Sorten ohne Einschränkung der Gemeinschaft zur Verfügung stellen wollen, können so vor privater Aneignung geschützt werden. Somit ist open-source Saatgut im Gegensatz zu geschützten Sorten frei von geistigen Eigentumsrechten und zugänglich für alle. Das Saatgut kann ohne Einschränkung vermehrt, verkauft, weitergegeben oder züchterisch bearbeitet werden.
Die Open-Source-Saatgut-Lizenz baut auf folgende drei Regeln auf:
1. Alle dürfen das Saatgut nutzen.
2. Niemand darf das Saatgut oder seine Weiterentwicklungen privatisieren.
3. Zukünftigen Empfängern werden die gleichen Rechte und Pflichten übertragen.

Durch die Copyleft-Klausel erlaubt die Lizenz neuen Nutzern, von den gleichen Rechten zu profitieren wie die vorherigen Besitzer und überträgt ihnen die gleichen Pflichten. So kann sichergestellt werden, dass der Schutz für alle Weiterentwicklungen der entsprechenden Sorte gilt.

## Bisherige Nutzung der Lizenz
Bislang wurden mehrere Sorten unter die Lizenz gestellt, darunter Tomaten, Weizen, Kartoffeln, Zuckermais und Kirschpaprika. Seit 2019 gibt es zudem ein open-source Brot aus dem Mehl der Weizensorte „Convento C“. Um die Finanzierung gemeinschaftlichen Saatgutes langfristig zu gewährleisten, gibt es Bestrebungen, die Gesellschaft als Ganzes an den Kosten eigentumsfreier Pflanzenzüchtung zu beteiligen.

## Forschung und Entwicklung
Ein weiteres Handlungsfeld von OpenSourceSeeds neben Beratungstätigkeiten und Öffentlichkeitsarbeit ist die Forschung. Während der Fokus in der Anfangszeit der Initiative auf der Umsetzbarkeit der neu entwickelten Open-Source-Lizenz lag, kamen später weitere Schwerpunkte hinzu. Die allmähliche Verbreitung der Lizenz begleitet OpenSourceSeeds mit Untersuchungen zur Verständlichkeit und Akzeptanz der Lizenz sowohl unter Akteuren der Wertschöpfungskette als auch bei Konsumenten. Ein weiteres zentrales Thema sind Finanzierungsmodelle für eine gemeingüterbasierte Pflanzenzüchtung. OpenSourceSeeds unterstützt auch externe Forschungsvorhaben rund um Saatgut als Gemeingut und ist auch an internationalen Studien zu diesem Thema beteiligt.

## Internationale Kooperation
Seit seiner Gründung stand OpenSourceSeeds im Austausch mit verschiedenen Initiativen und Einzelpersonen auch außerhalb von Deutschland. 2020 gründeten mehrere Organisationen gemeinsam die Global Coalition for Open Source Seed Initiatives (GOSSI), gedacht als ein "internationales Bündnis von Menschen aus Landwirtschaft und Pflanzenzüchtung, die sich für den ungehinderten, freien Zugang zu Saatgut einsetzen".
Dieses Ziel verfolgen die Beteiligten auf Basis unterschiedlicher Strategien, sie haben sich jedoch auf eine Reihe von Grundprinzipien verständigt. GOSSI soll in erster Linie als Netzwerk für Erfahrungsaustausch und den Aufbau von Kooperationen dienen und somit Forschungs- und Entwicklungsvorhaben rund um das Thema Saatgut als Gemeingut voranbringen. Ein weiteres Handlungsfeld ist die Lobby- und Öffentlichkeitsarbeit im Sinne der gemeinsamen Ziele.